# 阿卜杜·法塔赫·尤尼斯
阿卜杜·法塔赫·尤尼斯（阿拉伯语：‎，1944年—2011年7月28日）曾任利比亚反对派武装组织利比亞國民解放軍最高司令。

## 人物生平
尤尼斯曾在卡扎菲政府担任内政部长，但在2月份利比亚战乱后辞职并向反对派投诚。後來尤尼斯由於被懷疑與卡扎菲暗中勾結，当地时间7月28日夜，尤尼斯以及他的两名高级助手在班加西遭无名枪手射击遇刺身亡。